# Luma Mufleh
Luma Mufleh (Amán, Jordania, 1 de marzo de 1975) es una científica jordana, la fundadora y directora de “Fugees Family, Inc”, una fundación sin ánimo de lucro la cual ayuda a niños que sobrevivieron a la guerra. Mufleh fundó “Fugees Family” en 2006 y trabaja actualmente como jefa de los equipos de fútbol de su fundación.

## Pasado
Luma Mufleh nació en Amán, Jordania, donde comenzó su inspiración para iniciar “Fugees Family”. Tras asistir a un campamento de refugiados, su abuela le sugirió jugar al fútbol con niños de su edad, ahí vio la situación tan complicada por la que pasaban y supo que quería, en un futuro, ayudarlos a adaptarse a países extranjeros.
Abandonó Jordania para asistir al Smith College en Northampton, Massachusetts en 1993.
Luma se graduó en el 1997 con un B.A (Bachelor of Arts) en antropología.
Se mudó de Northampton a Boston, de Boston a Carolina del Norte y de Carolina del Norte a Atlanta mientras trabajaba de camarera, cocinera, vendedora de supermercado, trabajadora en una fundación de caridad y diseñadora de web.
Cuando llegó a Atlanta, trabajó en Ashton’s, una cafetería así como entrenadora de fútbol de niños antes de fundar “Fugees Family” en 2004.

## Fugees Family
“The fugees” fue cofundado por Luma Mufleh y Tracy Edigar, la directora de operaciones que organiza las actividades tanto educativas como voluntarias para la fundación.
Tras llegar a Clarkson, su actual residencia, Luma estaba en busca de nuevas experiencias para poder, al fin, sentirse como en casa en un país extranjero. Así surgió la idea de crear “Fugees Family” acarreando una inspiración anterior desde su infancia en Jordania.
“Fugees Family” cuenta con 86 refugiados, tanto chicos como chicas, de 11 a 18 años. Estos atienden dos veces por semana a entrenamientos de fútbol, juegan juntos los fin de semanas así como participan en torneos.
“Fugees Family” posee una academia extraescolar llamada “Fugees Academy”, esta consta de 57 alumnos cursando la educación primaria. La academia también impulsa a los estudiantes a realizar labores sociales como lavar coches o comidas en grupo.
Los refugiados proceden de 24 diferentes países en guerra como son Burma, Bosnia, Afganistán,Irak, Cuba, Sudán, Somalia, Congo y Eritreo.
Alrededor de 61000 refugiados han ingresado en Georgia desde 1981, aun así este ingreso no ha sido progresivo, solo en 2008 ingresaron 2824 personas. Clarkson fue el sitio elegido para la estancia de los refugiados por su transporte público, casas de bajo precio y proximidad a Atlanta.
A pesar de los problemas que ha causado los vecinos de este pueblo, los “Fugees” han sido reconocidos por su esfuerzo en la fomentación de la diversidad, tolerancia y la construcción de una próspera comunidad entre los refugiados y los habitantes de Clarkson.
Luma también fundó “Fresh Start for America”, un servicio de limpieza que dan a los inmigrantes y refugiados adultos oportunidades de trabajo no explotadoras. Cada día de trabajo incluye una hora de formación profesional, como practicar el inglés, finanzas, habilidades tecnológicas y habilidades en la limpieza.

## Premios
-Premio al Servicio Comunitario de Martin Luther King.
-Medalla del Smith College.
-Premio de “Common Ground, el cual es presentado anualmente para honrar los logros en la resolución de conflictos, negociación, construcción comunitaria y el crecimiento de la paz.
-Premio de la Lengua Extranjera en 2009 de la Conferencia del Noroeste sobre la Enseñanza de las Lenguas Extranjeras en su compromiso por la integración de los refugiados en EE. UU.
Ella ha estado en CNN, “the Today Show”, CBS, y ESPN. Luma también ha aparecido en “The New York Times”, NPR y “Sports Illustrated”. En 2009, “the Fugees” fue el tema de un libro escrito por Warren St. John.